# Sialang Dua Dahan
Sialang Dua Dahan is een bestuurslaag in het regentschap Indragiri Hulu van de provincie Riau, Indonesië. Sialang Dua Dahan telt 1068 inwoners (volkstelling 2010).